# ო
Oni (asomtavruli Ⴍ, nuskuri ⴍ, mkhedruli ო, mtavruli Ო) là chữ cái thứ 16 trong bảng chữ cái Gruzia.
Trong hệ thống chữ số Gruzia, ო có giá trị là 70.
ო thường đại diện cho nguyên âm tròn môi sau nửa đóng Lỗi Lua trong Mô_đun:IPA tại dòng 52: invalid option '%T' to 'format'., giống như cách phát âm của ⟨o⟩ trong "law".

## Chữ cái
| asomtavruli | nuskuri | mkhedruli |
| ----------- | ------- | --------- |
|             |         |           |

## Mã hóa máy tính
| asomtavruli | nuskuri | mkhedruli |
| ----------- | ------- | --------- |
| U+10AD      | U+2D0D  | U+10DD    |

## Chữ nổi
| mkhedruli |
| --------- |
|           |